# Tour de Nuremberg féminin 2003
La 7e édition du Tour de Nuremberg féminin a lieu le 31 août 2003. C'est la huitième épreuve de la Coupe du monde qu'elle intègre cette année-là. Elle est remportée par la Lituanienne Diana Žiliūtė.

## Équipes
| Équipes féminines professionnelles (10)- Aušra Gruodis-Safi - Acca Due O-Pasta Zara-Lorena Camicie - Bik-Powerplate - Bonda-Łukowski - Catalunya-Aliverti-Kookai - Charly Lietzsport - Farm Frites-Hartol - Equipe Nürnberger Versicherung - Next 125 - S.A.T.S. Équipes nationales (6)- Allemagne - Australie - Canada - Grande-Bretagne - Norvège - Suisse Équipe féminines amateur (4)- Conero-Valenti argenti - Hamburg-Mannheimer - TEAG Euregio Egrensis - Team Stuttgart |
| |

Catalunya-Aliverti-Kookai prévue, n'est pas au départ.

## Parcours
Neuf tours d'un circuit long de 12,9 km sont effectués. Celui-ci est plat, à l'exception d'un très légère montée vers le château, et emprunte des routes larges avec peu de virages,.

## Favorites
Nicole Cooke est quasiment assurée de remporter la Coupe du monde. La course doit favoriser les sprinteuses.

## Récit de la course
Alessandra Cappellotto s'échappe au bout de cinq tours, mais est reprise ensuite. La course se conclut par un sprint massif. Petra Rossner termine à une décevante huitième place. Diana Žiliūtė se montre la plus rapide devant Regina Schleicher. La quatrième place de Nicole Cooke lui assure la victoire finale dans la Coupe du monde.

## Classements

### Classement final
| \| Classement général \| Classement général \| Classement général \| Classement général \| Classement général \| \| Coureuse \| Coureuse \| Pays \| Équipe \| Temps \| \| ------------------ \| -------------------- \| ------------------ \| ------------------------------------ \| ------------------ \| \| 1re \| Diana Žiliūtė \| Lituanie \| Acca Due O-Pasta Zara-Lorena Camicie \| 2 h 53 min 49 s \| \| 2e \| Regina Schleicher \| Allemagne \| Allemagne \| + 0 s \| \| 3e \| Arenda Grimberg \| Pays-Bas \| Farm Frites-Hartol \| + 0 s \| \| 4e \| Anita Valen de Vries \| Norvège \| Bik-Powerplate \| + 0 s \| \| 5e \| Nicole Cooke \| Royaume-Uni \| Aušra Gruodis-Safi \| + 0 s \| \| 6e \| Mirjam Melchers \| Pays-Bas \| Farm Frites-Hartol \| + 0 s \| \| 7e \| Rochelle Gilmore \| Australie \| Aušra Gruodis-Safi \| + 0 s \| \| 8e \| Petra Rossner \| Allemagne \| Equipe Nürnberger Versicherung \| + 0 s \| \| 9e \| Rachel Heal \| Royaume-Uni \| Grande-Bretagne \| + 0 s \| \| 10e \| Tanja Schmidt-Hennes \| Allemagne \| Next 125 \| + 0 s \| |                      |             |                                      |                 |
| |                      |             |                                      |                 |
| |                      |             |                                      |                 |
| Classement général |                      |             |                                      |                 |
| Coureuse | Coureuse             | Pays        | Équipe                               | Temps           |
| 1re | Diana Žiliūtė        | Lituanie    | Acca Due O-Pasta Zara-Lorena Camicie | 2 h 53 min 49 s |
| 2e | Regina Schleicher    | Allemagne   | Allemagne                            | + 0 s           |
| 3e | Arenda Grimberg      | Pays-Bas    | Farm Frites-Hartol                   | + 0 s           |
| 4e | Anita Valen de Vries | Norvège     | Bik-Powerplate                       | + 0 s           |
| 5e | Nicole Cooke         | Royaume-Uni | Aušra Gruodis-Safi                   | + 0 s           |
| 6e | Mirjam Melchers      | Pays-Bas    | Farm Frites-Hartol                   | + 0 s           |
| 7e | Rochelle Gilmore     | Australie   | Aušra Gruodis-Safi                   | + 0 s           |
| 8e | Petra Rossner        | Allemagne   | Equipe Nürnberger Versicherung       | + 0 s           |
| 9e | Rachel Heal          | Royaume-Uni | Grande-Bretagne                      | + 0 s           |
| 10e | Tanja Schmidt-Hennes | Allemagne   | Next 125                             | + 0 s           |

## Liste des participantes
| Equipe Nürnberger Versicherung NUR | Equipe Nürnberger Versicherung NUR | Equipe Nürnberger Versicherung NUR |
| ---------------------------------- | ---------------------------------- | ---------------------------------- |
| Num                                | Coureuse                           | Pos                                |
| 1                                  | Judith Arndt (GER)                 | 77e                                |
| 2                                  | Cornelia Cyrus (GER)               | AB                                 |
| 3                                  | Margaret Hemsley (AUS)             | 78e                                |
| 4                                  | Madeleine Lindberg (SWE)           | 75e                                |
| 5                                  | Petra Rossner (GER)                | 8e                                 |
| 6                                  | Trixi Worrack (GER)                | 76e                                |

| Aušra Gruodis-Safi AGS | Aušra Gruodis-Safi AGS       | Aušra Gruodis-Safi AGS |
| ---------------------- | ---------------------------- | ---------------------- |
| Num                    | Coureuse                     | Pos                    |
| 11                     | Nicole Cooke (GBR)           | 5e                     |
| 12                     | Rochelle Gilmore (AUS)       | 7e                     |
| 13                     | Francesca Pellegrini (ITA)   | AB                     |
| 14                     | Erika Vilūnaitė (LTU)        | 26e                    |
| 15                     | Modesta Vžesniauskaitė (LTU) | 43e                    |

| Bik-Powerplate BIP | Bik-Powerplate BIP              | Bik-Powerplate BIP |
| ------------------ | ------------------------------- | ------------------ |
| Num                | Coureuse                        | Pos                |
| 21                 | Susanne Ljungskog (SWE) (route) | 15e                |
| 22                 | Sara Carrigan (AUS)             | 12e                |
| 23                 | Anita Valen de Vries (NOR)      | 4e                 |
| 26                 | Sharon van Essen (NED)          | 66e                |
| 28                 | Kirsty Nicole Robb (NZL)        | 83e                |
| 30                 | Francis Linthorst (NED)         | 49e                |

| Farm Frites-Hartol FAR | Farm Frites-Hartol FAR | Farm Frites-Hartol FAR |
| ---------------------- | ---------------------- | ---------------------- |
| Num                    | Coureuse               | Pos                    |
| 31                     | Mirjam Melchers (NED)  | 6e                     |
| 32                     | Arenda Grimberg (NED)  | 3e                     |
| 35                     | Miho Oki (JPN)         | 19e                    |
| 36                     | Christa Pirard (NED)   | AB                     |

| Acca Due O-Pasta Zara-Lorena Camicie ADO | Acca Due O-Pasta Zara-Lorena Camicie ADO | Acca Due O-Pasta Zara-Lorena Camicie ADO |
| ---------------------------------------- | ---------------------------------------- | ---------------------------------------- |
| Num                                      | Coureuse                                 | Pos                                      |
| 51                                       | Chantal Beltman (NED)                    | 44e                                      |
| 52                                       | Ghita Beltman (NED)                      | 24e                                      |
| 53                                       | Indrė Janulevičiūtė (LTU)                | 63e                                      |
| 54                                       | Katia Longhin (ITA)                      | 14e                                      |
| 55                                       | Zita Urbonaitė (LTU)                     | 30e                                      |
| 56                                       | Diana Žiliūtė (LTU)                      | 1re                                      |

| Bonda-Łukowski BON | Bonda-Łukowski BON               | Bonda-Łukowski BON |
| ------------------ | -------------------------------- | ------------------ |
| Num                | Coureuse                         | Pos                |
| 61                 | Bogumiła Matusiak (POL)          | 34e                |
| 62                 | Małgorzata Wysocka (POL)         | 18e                |
| 64                 | Anna Skawinska (POL)             | 31e                |
| 65                 | Paulina Brzeźna-Bentkowska (POL) | 35e                |
| 66                 | Anna Sipurzynska (POL)           | 47e                |

| Next 125 NEX | Next 125 NEX                  | Next 125 NEX |
| ------------ | ----------------------------- | ------------ |
| Num          | Coureuse                      | Pos          |
| 71           | Tanja Schmidt-Hennes (GER)    | 10e          |
| 72           | Irene Hostettler (SUI)        | 56e          |
| 73           | Mirjam Hauser-Senn (SUI)      | 85e          |
| 74           | Alexandrine Petitpierre (SUI) | 87e          |
| 75           | Marion Brauen (SUI)           | 69e          |
| 76           | Alexandra Vetter (SUI)        | AB           |

| Lietzsport Cycling LIE | Lietzsport Cycling LIE      | Lietzsport Cycling LIE |
| ---------------------- | --------------------------- | ---------------------- |
| Num                    | Coureuse                    | Pos                    |
| 81                     | Isabella Wieser (AUT)       | 16e                    |
| 82                     | Petra Pilz (AUT)            | 42e                    |
| 85                     | Christine Steinwender (AUT) | AB                     |
| 86                     | Claudia Meyer (GER)         | AB                     |
| 87                     | Sabine Batz (GER)           | AB                     |

| Allemagne GER | Allemagne GER       | Allemagne GER |
| ------------- | ------------------- | ------------- |
| Num           | Coureuse            | Pos           |
| 91            | Ina-Yoko Teutenberg | 41e           |
| 92            | Regina Schleicher   | 2e            |
| 93            | Tina Liebig         | 64e           |
| 94            | Theresa Senff       | 46e           |
| 95            | Liane Bahler        | 48e           |
| 96            | Angela Hennig       | 59e           |
| 98            | Sarah Düster        | 23e           |

| Suisse SUI | Suisse SUI      | Suisse SUI |
| ---------- | --------------- | ---------- |
| Num        | Coureuse        | Pos        |
| 101        | Annette Beutler | 22e        |
| 102        | Barbara Heeb    | 58e        |
| 103        | Bettina Kühn    | 29e        |
| 104        | Sarah Grab      | 51e        |
| 106        | Nicole Hofer    | 45e        |
| 107        | Priska Doppmann | 11e        |

| Canada CAN | Canada CAN         | Canada CAN |
| ---------- | ------------------ | ---------- |
| Num        | Coureuse           | Pos        |
| 111        | Lyne Bessette      | AB         |
| 112        | Susan Palmer-Komar | 68e        |
| 113        | Manon Jutras       | 65e        |
| 120        | Susan Smith        | 61e        |

| Grande-Bretagne GBR | Grande-Bretagne GBR       | Grande-Bretagne GBR |
| ------------------- | ------------------------- | ------------------- |
| Num                 | Coureuse                  | Pos                 |
| 121                 | Rachel Heal               | 9e                  |
| 122                 | Frances Newstead          | 22e                 |
| 123                 | Charlotte Goldsmith       | 32e                 |
| 124                 | Emma Davies               | 84e                 |
| 125                 | Catherine Hare Willianson | 54e                 |

| Norvège NOR | Norvège NOR         | Norvège NOR |
| ----------- | ------------------- | ----------- |
| Num         | Coureuse            | Pos         |
| 131         | Aud Kari Berg       | 27e         |
| 132         | Tone Hatteland Lima | 81e         |
| 133         | Linda Wibe Larsen   | 74e         |
| 135         | Line Ramsrud        | 88e         |
| 136         | Linn Torp           | 62e         |
| 137         | Christine Myhme     | AB          |

| Autriche AUT | Autriche AUT       | Autriche AUT |
| ------------ | ------------------ | ------------ |
| Num          | Coureuse           | Pos          |
| 141          | Andrea Graus       | 25e          |
| 142          | Daniela Pintarelli | HD           |
| 144          | Bernadette Schober | 73e          |
| 145          | Christiane Soeder  | 21e          |
| 147          | Karin Ruso         | 80e          |
| 148          | Kathrin Schatte    | AB           |
| 149          | Lisa Lackner       | 79e          |

| Euregio Egrensis ___ | Euregio Egrensis ___     | Euregio Egrensis ___ |
| -------------------- | ------------------------ | -------------------- |
| Num                  | Coureuse                 | Pos                  |
| 151                  | Madeleine Sandig (GER)   | 33e                  |
| 153                  | Franziska Rippin (GER)   | AB                   |
| 154                  | Claudia Hecht (GER)      | 60e                  |
| 155                  | Laura Lange (GER)        | 52e                  |
| 156                  | Jane Kientzsch (GER)     | 36e                  |
| 157                  | Cristine Schallert (GER) | HD                   |

| Team Stuttgart ___ | Team Stuttgart ___        | Team Stuttgart ___ |
| ------------------ | ------------------------- | ------------------ |
| Num                | Coureuse                  | Pos                |
| 161                | Kathrin Beilharz (GER)    | 40e                |
| 162                | Susanne Beyer (GER)       | 37e                |
| 163                | Annette Griner (GER)      | 67e                |
| 164                | Petronella Hattingh (RSA) | HD                 |
| 165                | Christine Müller (GER)    | 86e                |
| 166                | Johanna Stephan (GER)     | 72e                |

| Hamburg-Mannheimer ___ | Hamburg-Mannheimer ___  | Hamburg-Mannheimer ___ |
| ---------------------- | ----------------------- | ---------------------- |
| Num                    | Coureuse                | Pos                    |
| 172                    | Doreen Weise (GER)      | 53e                    |
| 173                    | Kerstin Sosnowski (GER) | 57e                    |
| 174                    | Nicole Kampeter (GER)   | 82e                    |
| 175                    | Verena Jooß (GER)       | 50e                    |
| 177                    | Elena Eifler (GER)      | HD                     |

| S.A.T.S TSA | S.A.T.S TSA               | S.A.T.S TSA |
| ----------- | ------------------------- | ----------- |
| Num         | Coureuse                  | Pos         |
| 181         | Mette Fischer Andreasen   | 17e         |
| 182         | Trine Hansen              | 55e         |
| 183         | Christina Peick-Andersen  | 70e         |
| 184         | Meredith Miller (USA)     | 38e         |
| 186         | Deirdre Demet-Barry (USA) | 20e         |

| Conero-Valenti argenti ___ | Conero-Valenti argenti ___     | Conero-Valenti argenti ___ |
| -------------------------- | ------------------------------ | -------------------------- |
| Num                        | Coureuse                       | Pos                        |
| 191                        | Alessandra Cappellotto (ITA)   | 13e                        |
| 192                        | Tania Belvederesi (ITA)        | 39e                        |
| 193                        | Noelia Soledad Fernandez (ARG) | 71e                        |
| 194                        | Sonia Rocca (ITA)              | AB                         |
| 195                        | Vanessa Saccomani (ITA)        | AB                         |

| Equipe Nürnberger Versicherung NUR | Equipe Nürnberger Versicherung NUR | Equipe Nürnberger Versicherung NUR |
| ---------------------------------- | ---------------------------------- | ---------------------------------- |
| Num                                | Coureuse                           | Pos                                |
| 1                                  | Judith Arndt (GER)                 | 77e                                |
| 2                                  | Cornelia Cyrus (GER)               | AB                                 |
| 3                                  | Margaret Hemsley (AUS)             | 78e                                |
| 4                                  | Madeleine Lindberg (SWE)           | 75e                                |
| 5                                  | Petra Rossner (GER)                | 8e                                 |
| 6                                  | Trixi Worrack (GER)                | 76e                                |

| Aušra Gruodis-Safi AGS | Aušra Gruodis-Safi AGS       | Aušra Gruodis-Safi AGS |
| ---------------------- | ---------------------------- | ---------------------- |
| Num                    | Coureuse                     | Pos                    |
| 11                     | Nicole Cooke (GBR)           | 5e                     |
| 12                     | Rochelle Gilmore (AUS)       | 7e                     |
| 13                     | Francesca Pellegrini (ITA)   | AB                     |
| 14                     | Erika Vilūnaitė (LTU)        | 26e                    |
| 15                     | Modesta Vžesniauskaitė (LTU) | 43e                    |

| Bik-Powerplate BIP | Bik-Powerplate BIP              | Bik-Powerplate BIP |
| ------------------ | ------------------------------- | ------------------ |
| Num                | Coureuse                        | Pos                |
| 21                 | Susanne Ljungskog (SWE) (route) | 15e                |
| 22                 | Sara Carrigan (AUS)             | 12e                |
| 23                 | Anita Valen de Vries (NOR)      | 4e                 |
| 26                 | Sharon van Essen (NED)          | 66e                |
| 28                 | Kirsty Nicole Robb (NZL)        | 83e                |
| 30                 | Francis Linthorst (NED)         | 49e                |

| Farm Frites-Hartol FAR | Farm Frites-Hartol FAR | Farm Frites-Hartol FAR |
| ---------------------- | ---------------------- | ---------------------- |
| Num                    | Coureuse               | Pos                    |
| 31                     | Mirjam Melchers (NED)  | 6e                     |
| 32                     | Arenda Grimberg (NED)  | 3e                     |
| 35                     | Miho Oki (JPN)         | 19e                    |
| 36                     | Christa Pirard (NED)   | AB                     |

| Acca Due O-Pasta Zara-Lorena Camicie ADO | Acca Due O-Pasta Zara-Lorena Camicie ADO | Acca Due O-Pasta Zara-Lorena Camicie ADO |
| ---------------------------------------- | ---------------------------------------- | ---------------------------------------- |
| Num                                      | Coureuse                                 | Pos                                      |
| 51                                       | Chantal Beltman (NED)                    | 44e                                      |
| 52                                       | Ghita Beltman (NED)                      | 24e                                      |
| 53                                       | Indrė Janulevičiūtė (LTU)                | 63e                                      |
| 54                                       | Katia Longhin (ITA)                      | 14e                                      |
| 55                                       | Zita Urbonaitė (LTU)                     | 30e                                      |
| 56                                       | Diana Žiliūtė (LTU)                      | 1re                                      |

| Bonda-Łukowski BON | Bonda-Łukowski BON               | Bonda-Łukowski BON |
| ------------------ | -------------------------------- | ------------------ |
| Num                | Coureuse                         | Pos                |
| 61                 | Bogumiła Matusiak (POL)          | 34e                |
| 62                 | Małgorzata Wysocka (POL)         | 18e                |
| 64                 | Anna Skawinska (POL)             | 31e                |
| 65                 | Paulina Brzeźna-Bentkowska (POL) | 35e                |
| 66                 | Anna Sipurzynska (POL)           | 47e                |

| Next 125 NEX | Next 125 NEX                  | Next 125 NEX |
| ------------ | ----------------------------- | ------------ |
| Num          | Coureuse                      | Pos          |
| 71           | Tanja Schmidt-Hennes (GER)    | 10e          |
| 72           | Irene Hostettler (SUI)        | 56e          |
| 73           | Mirjam Hauser-Senn (SUI)      | 85e          |
| 74           | Alexandrine Petitpierre (SUI) | 87e          |
| 75           | Marion Brauen (SUI)           | 69e          |
| 76           | Alexandra Vetter (SUI)        | AB           |

| Lietzsport Cycling LIE | Lietzsport Cycling LIE      | Lietzsport Cycling LIE |
| ---------------------- | --------------------------- | ---------------------- |
| Num                    | Coureuse                    | Pos                    |
| 81                     | Isabella Wieser (AUT)       | 16e                    |
| 82                     | Petra Pilz (AUT)            | 42e                    |
| 85                     | Christine Steinwender (AUT) | AB                     |
| 86                     | Claudia Meyer (GER)         | AB                     |
| 87                     | Sabine Batz (GER)           | AB                     |

| Allemagne GER | Allemagne GER       | Allemagne GER |
| ------------- | ------------------- | ------------- |
| Num           | Coureuse            | Pos           |
| 91            | Ina-Yoko Teutenberg | 41e           |
| 92            | Regina Schleicher   | 2e            |
| 93            | Tina Liebig         | 64e           |
| 94            | Theresa Senff       | 46e           |
| 95            | Liane Bahler        | 48e           |
| 96            | Angela Hennig       | 59e           |
| 98            | Sarah Düster        | 23e           |

| Suisse SUI | Suisse SUI      | Suisse SUI |
| ---------- | --------------- | ---------- |
| Num        | Coureuse        | Pos        |
| 101        | Annette Beutler | 22e        |
| 102        | Barbara Heeb    | 58e        |
| 103        | Bettina Kühn    | 29e        |
| 104        | Sarah Grab      | 51e        |
| 106        | Nicole Hofer    | 45e        |
| 107        | Priska Doppmann | 11e        |

| Canada CAN | Canada CAN         | Canada CAN |
| ---------- | ------------------ | ---------- |
| Num        | Coureuse           | Pos        |
| 111        | Lyne Bessette      | AB         |
| 112        | Susan Palmer-Komar | 68e        |
| 113        | Manon Jutras       | 65e        |
| 120        | Susan Smith        | 61e        |

| Grande-Bretagne GBR | Grande-Bretagne GBR       | Grande-Bretagne GBR |
| ------------------- | ------------------------- | ------------------- |
| Num                 | Coureuse                  | Pos                 |
| 121                 | Rachel Heal               | 9e                  |
| 122                 | Frances Newstead          | 22e                 |
| 123                 | Charlotte Goldsmith       | 32e                 |
| 124                 | Emma Davies               | 84e                 |
| 125                 | Catherine Hare Willianson | 54e                 |

| Norvège NOR | Norvège NOR         | Norvège NOR |
| ----------- | ------------------- | ----------- |
| Num         | Coureuse            | Pos         |
| 131         | Aud Kari Berg       | 27e         |
| 132         | Tone Hatteland Lima | 81e         |
| 133         | Linda Wibe Larsen   | 74e         |
| 135         | Line Ramsrud        | 88e         |
| 136         | Linn Torp           | 62e         |
| 137         | Christine Myhme     | AB          |

| Autriche AUT | Autriche AUT       | Autriche AUT |
| ------------ | ------------------ | ------------ |
| Num          | Coureuse           | Pos          |
| 141          | Andrea Graus       | 25e          |
| 142          | Daniela Pintarelli | HD           |
| 144          | Bernadette Schober | 73e          |
| 145          | Christiane Soeder  | 21e          |
| 147          | Karin Ruso         | 80e          |
| 148          | Kathrin Schatte    | AB           |
| 149          | Lisa Lackner       | 79e          |

| Euregio Egrensis ___ | Euregio Egrensis ___     | Euregio Egrensis ___ |
| -------------------- | ------------------------ | -------------------- |
| Num                  | Coureuse                 | Pos                  |
| 151                  | Madeleine Sandig (GER)   | 33e                  |
| 153                  | Franziska Rippin (GER)   | AB                   |
| 154                  | Claudia Hecht (GER)      | 60e                  |
| 155                  | Laura Lange (GER)        | 52e                  |
| 156                  | Jane Kientzsch (GER)     | 36e                  |
| 157                  | Cristine Schallert (GER) | HD                   |

| Team Stuttgart ___ | Team Stuttgart ___        | Team Stuttgart ___ |
| ------------------ | ------------------------- | ------------------ |
| Num                | Coureuse                  | Pos                |
| 161                | Kathrin Beilharz (GER)    | 40e                |
| 162                | Susanne Beyer (GER)       | 37e                |
| 163                | Annette Griner (GER)      | 67e                |
| 164                | Petronella Hattingh (RSA) | HD                 |
| 165                | Christine Müller (GER)    | 86e                |
| 166                | Johanna Stephan (GER)     | 72e                |

| Hamburg-Mannheimer ___ | Hamburg-Mannheimer ___  | Hamburg-Mannheimer ___ |
| ---------------------- | ----------------------- | ---------------------- |
| Num                    | Coureuse                | Pos                    |
| 172                    | Doreen Weise (GER)      | 53e                    |
| 173                    | Kerstin Sosnowski (GER) | 57e                    |
| 174                    | Nicole Kampeter (GER)   | 82e                    |
| 175                    | Verena Jooß (GER)       | 50e                    |
| 177                    | Elena Eifler (GER)      | HD                     |

| S.A.T.S TSA | S.A.T.S TSA               | S.A.T.S TSA |
| ----------- | ------------------------- | ----------- |
| Num         | Coureuse                  | Pos         |
| 181         | Mette Fischer Andreasen   | 17e         |
| 182         | Trine Hansen              | 55e         |
| 183         | Christina Peick-Andersen  | 70e         |
| 184         | Meredith Miller (USA)     | 38e         |
| 186         | Deirdre Demet-Barry (USA) | 20e         |

| Conero-Valenti argenti ___ | Conero-Valenti argenti ___     | Conero-Valenti argenti ___ |
| -------------------------- | ------------------------------ | -------------------------- |
| Num                        | Coureuse                       | Pos                        |
| 191                        | Alessandra Cappellotto (ITA)   | 13e                        |
| 192                        | Tania Belvederesi (ITA)        | 39e                        |
| 193                        | Noelia Soledad Fernandez (ARG) | 71e                        |
| 194                        | Sonia Rocca (ITA)              | AB                         |
| 195                        | Vanessa Saccomani (ITA)        | AB                         |

Source,.